# USS Harding (DD-91)
USS Harding (DD-91) là một tàu khu trục thuộc lớp Wickes của Hải quân Hoa Kỳ trong giai đoạn Chiến tranh Thế giới thứ nhất. Nó là chiếc tàu chiến đầu tiên của Hải quân Hoa Kỳ được đặt tên nhằm vinh danh Seth Harding (1734-1814), một sĩ quan Hải quân trong cuộc Chiến tranh Cách mạng Hoa Kỳ.

## Thiết kế và chế tạo
Harding được đặt lườn vào ngày 12 tháng 2 năm 1918 tại xưởng tàu của hãng Union Iron Works ở San Francisco, California. Nó được hạ thủy vào ngày 4 tháng 7 năm 1918, được đỡ đầu bởi Bà George A. Armes, và được đưa ra hoạt động vào ngày 24 tháng 1 năm 1919 dưới quyền chỉ huy của Hạm trưởng, Trung tá Hải quân Henry D. Cooke.

## Lịch sử hoạt động
Được điều về Hạm đội Đại Tây Dương, Harding khởi hành hướng sang Newport, Rhode Island vào ngày 3 tháng 2 năm 1919, đi ngang qua Santa Cruz, California và kênh đào Panama. Đến nơi vào ngày 18 tháng 2, nó chuyển đến Boston, Massachusetts hai ngày sau đó, rồi rời cảng ngày 21 tháng 2 hộ tống cho chiếc George Washington đưa Tổng thống Woodrow Wilson quay về nước sau Hội nghị Hòa bình Versailles. Harding tham gia các lễ hội tại Boston sau khi George Washington cặp cảng ngày 23 tháng 2.
Sau khi được sửa chữa, Harding rời Norfolk, Virginia ngày 8 tháng 3 để tham gia tập trận hạm đội tại vùng biển Cuba, rồi đi đến New York vào ngày 14 tháng 4. Nó rời cảng New York ngày 1 tháng 5 trong thành phần lực lượng tàu khu trục hỗ trợ dẫn đường cho chuyến bay vượt Đại Tây Dương đầu tiên của các thủy phi cơ Hải quân Curtiss NC. Harding cùng các tàu khu trục khác thả khói qua ống khói vào ban ngày và chiếu sáng bằng pháo sáng và đèn pha vào ban đêm trong chặng đầu của hành trình lịch sử này. Các chiếc NC-1 và NC-3 bị buộc phải hạ cánh trên biển gần quần đảo Azores, và Harding đã giúp đỡ cho NC-1 trước khi nó bị đắm do biển động mạnh. NC-4, chiếc duy nhất còn lại, đến được Ponta Delgada ngày 20 tháng 5, và khi nó lại cất cánh cho chặng bay cuối cùng, Harding cũng khởi hành để làm cột mốc vô tuyến dẫn đường trên biển. Sau khi chiếc thủy phi cơ hạ cánh tại Plymouth, Anh Quốc, hoàn tất chuyến đi vào ngày 31 tháng 5 năm 1919, Harding viếng thăm Brest, Pháp và Azore trước khi quay về Newport vào ngày 18 tháng 6.
Trong những tháng tiếp theo, Harding tiến hành huấn luyện ngoài khơi Newport và Norfolk, rồi đi đến Xưởng hải quân Philadelphia vào ngày 13 tháng 12 năm 1919 để được cải biến thành một tàu tiếp liệu thủy phi cơ. Nó hoàn tất việc cải biến tại Xưởng hải quân Charleston, và lên đường vào ngày 20 tháng 5 năm 1920 để nhận nhiệm sở tại Căn cứ Không lực Hải quân Pensacola. Tuy nhiên, trước khi nhận nhiệm vụ mới, nó được lệnh đi đến Veracruz, México, với hàng tiếp liệu y tế đang được Hội chữ thập đỏ Hoa Kỳ cần dùng khẩn cấp. Đi đến Veracruz ngày 9 tháng 6 năm 1920, nó cho chất dỡ hàng y tế, ghé qua Tampico trước khi quay trở về Pensacola, Florida vào ngày 13 tháng 6. Phản ứng nhanh của nó đã giúp cứu sống nhiều mạng người.
Vai trò của Harding tại Pensacola là một phần thiết yếu trong chương trình huấn luyện phi công thủy phi cơ. Nó tiếp tục ở lại đây cho đến ngày 4 tháng 8, khi nó hoạt động tại vùng biển Cariba tiếp tế cho thủy phi cơ cho đến ngày 23 tháng 2 năm 1921. Sau đó nó đi đến Key West, Florida, và sau một giai đoạn ngắn tại Philadelphia, lại tiếp tục đi đến Hampton Roads tham gia các thử nghiệm ném bom vào tàu ngầmU-117. Khởi hành từ Norfolk vào ngày 21 tháng 6, Harding trải qua tháng tiếp theo chứng kiến những thử nghiệm quan trọng, cung cấp thông tin hữu ích về hiệu quả của nổ bom đối với tàu chiến. Cuộc thử nghiệm lên đến cao trào với việc đánh chìm gây nhiều tranh cãi chiếc thiết giáp hạm cũ của Đức Ostfriesland vào ngày 21 tháng 7 năm 1921. Nó được tách khỏi nhiệm vụ này vào ngày 22 tháng 7.
Sau đó Harding tiến hành huấn luyện ngoài khơi Newport và các cảng dọc Đại Tây Dương khác cho đến ngày 27 tháng 12 năm 1921, khi nó được chuyển đến Charleston, South Carolina. Ở lại đây cho đến ngày 3 tháng 4 năm 1922, nó lên đường đi Philadelphia, nơi nó được cho xuất biên chế vào ngày 1 tháng 7 năm 1922. Harding bị bán cho hãng Schiavone-Bonomo Corporation, New York vào ngày 29 tháng 9 năm 1936 để tháo dỡ.